# Tycjan

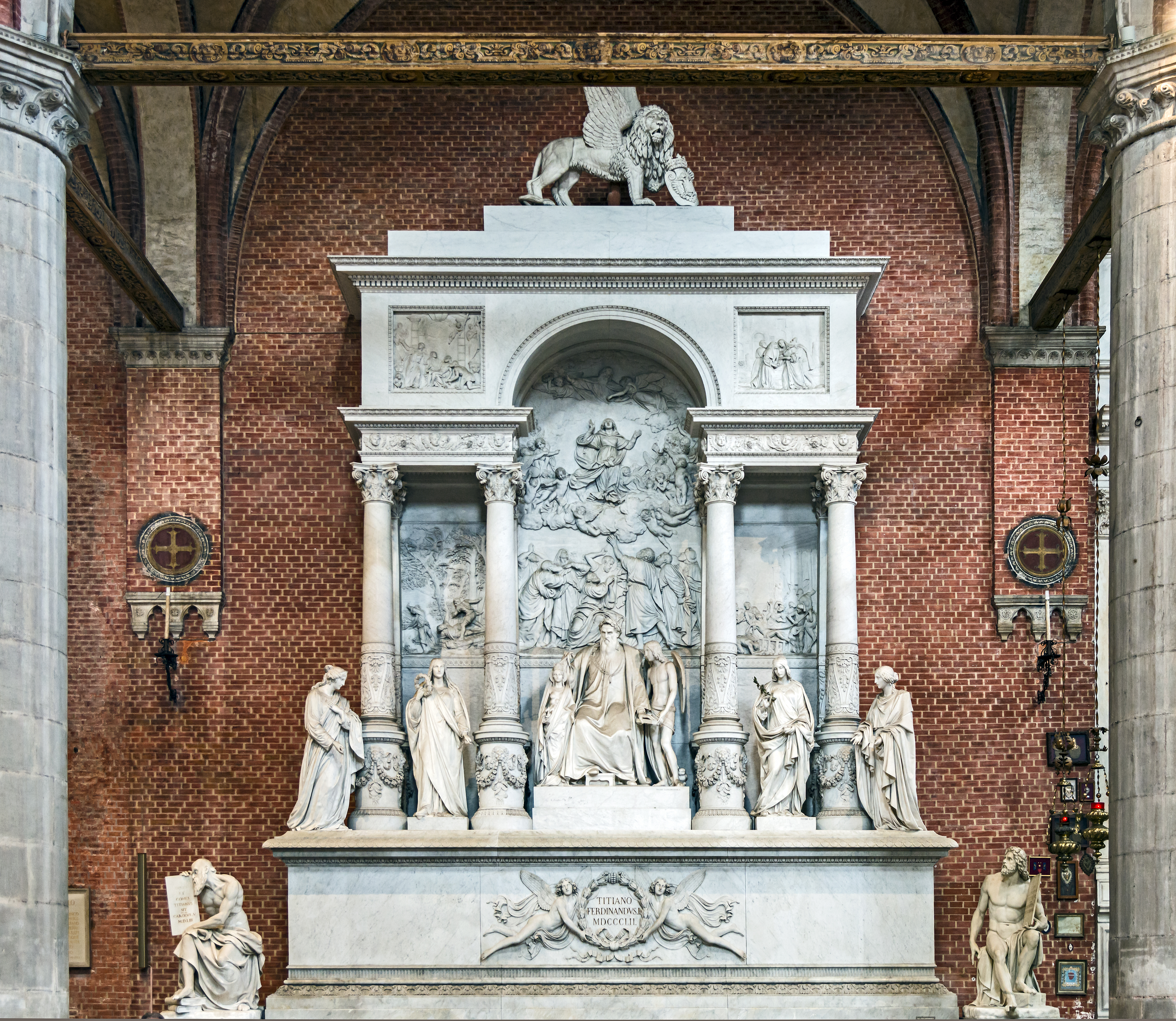
Grób Tycjana w Wenecji.

Tycjan, właśc. Tiziano Vecelli lub Vecellio (ur. ok. 1488–1490 w Pieve di Cadore, zm. 27 sierpnia 1576 w Wenecji) – włoski malarz, czołowy przedstawiciel szkoły weneckiej włoskiego malarstwa renesansowego. Uczeń Giovanniego Belliniego oraz Giorgiona.
Od imienia artysty wywodzi się słowo tycjanowski używane na określenie koloru rudopomarańczowego, często wykorzystywanego w obrazach.

## Okres nauki
Urodził się w rodzinie kapitana Gregorio Vecellia. W wieku dziesięciu lat został wysłany razem ze swoim bratem Franceskiem w celu rozwijania zdolności artystycznych do stryja Antonio Vecellego mieszkającego w Wenecji. Młody Tycjan najpierw praktykował u Sebastiana Zuccato specjalizującego się w mozaice, następnie u Gentile Belliniego aby ostatecznie pobierać nauki od Giovanniego Belliniego, twórcy tzw. weneckiej szkoły malarskiej. W warsztacie Belliniego poznał Giorgiona, uznanego już malarza weneckiego. Wpływ Giorgiona widoczny jest we wczesnych dziełach Tycjana. W roku 1508 obaj artyści otrzymali zlecenie ozdobienia gmachu Fondaco dei Tedeschi (domu handlowego kupców niemieckich). Tycjan pokrył malowidłami ściany od strony lądu, natomiast Giorgione od strony Wielkiego Kanału Weneckiego. W roku 1510 Tycjan wyjechał do Padwy, gdzie ozdobił Scuola del Santo trzema freskami przedstawiającymi sceny z życia św. Antoniego. Około roku 1512 powrócił do Wenecji, gdzie w 1516 po śmierci Giovanniego Belliniego objął funkcję państwowego malarza Republiki Weneckiej.
Od 1534 był nadwornym malarzem Karola V i Filipa II. W latach 1545–1546 pracował w Rzymie, dla papieża Pawła III. W okresie 1550–1551 przebywał na dworze cesarskim w Augsburgu. Począwszy od 1556 r. realizował zamówienia Filipa II. Obrazy wysyłane drogą morską ozdobiły rezydencje królewskie w Madrycie i okolicach (Alkazar w Madrycie, Eskurial, El Pardo, Valsaín i Aranjuez)

## Prace malarskie

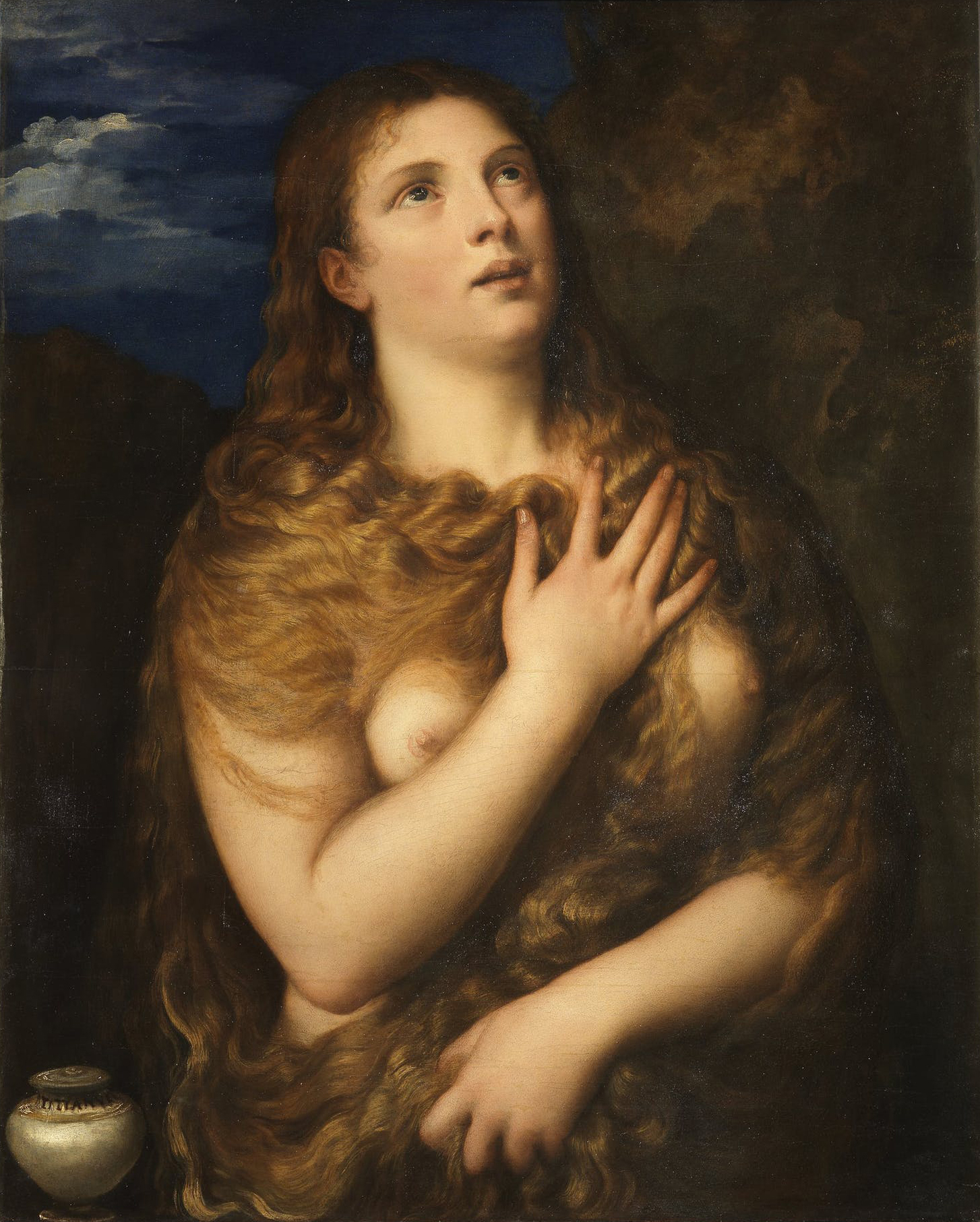
Pierwszy obraz Marii Magdaleny Tycjana z 1533 r.

We wczesnych swych dziełach pozostawał pod wpływem Giorgiona. Późniejsze płótna wykazują wpływy Palmy il Vecchio, co odzwierciedla się przede wszystkim w kompozycjach Sacra Conversazione, których kilka odnaleźć można w muzeach w Dreźnie, Londynie, w Madrycie, Wiedniu. W latach 1512–1515 powstają takie arcydzieła jak: Amore sacro e profano (Rzym, Borghese), Grosz czynszowy (Drezno) i Trzy epoki życia (Londyn); przejawia się w nich wykształcony już tycjanowski typ piękności kobiecej, pełne nastroju tła krajobrazowe i charakterystyczna harmonia barw. Dalszy etap rozwoju artystycznego Tycjana cechuje się wzmożeniem ruchu w kompozycjach, przeważnie wielofigurowych, przy czym jednak osiąga punkt szczytowy zrównoważenia, do jakiego dążyła sztuka renesansowa. Należą tutaj: Wniebowzięcie Najświętszej Maryi Panny (1518, Wenecja), Bachanalia (ok. 1520, Madryt) i Madonna rodziny Pesaro (ok. 1529, Wenecja). W latach 1530–1550 zaznacza się stonowanie kolorytu Tycjana (Wniebowzięcie NMP, 1540 r. w Weronie, Ecce homo z 1543 w Wiedniu), ostatni, zaś okres jest okresem impresjonistycznej niemal swobody i szerokości traktowania, w połączeniu z silnym światłocieniem (Męczeństwo Świętego Wawrzyńca z 1565 roku), kościół jezuitów w Wenecji, Zwiastowanie z ok. 1567, także w San Salvatore, Koronowanie cierniem w Monachium z ok. 1570 roku. Ważną częścią twórczości Tycjana są jego dzieła o tematach mitologicznych, spośród nich zaś obrazy Wenus przyniosły mu sławę najznakomitszego malarza aktów (Wenus (1527) i Wenus i Amor z ok. 1546-1548, oba w Wenecji, 2 inne z Madrytu i Berlina). Akty te są przypuszczalnie portretami dam z arystokracji włoskiej (np. Wenus z Uffizi jest portretem Leonory z Urbino). Portretów dopatrują się też w postaciach alegorycznych, jak Flora (ok. 1515-1516, Florencja), Vanitas, ok. 1528, Monachium, Wenus w futrze (1515, Petersburg). Sławne są także portrety Tycjana, głównie męskie, pełne doskonałej charakterystyki. Najsławniejsze z nich: Mężczyzna z rękawiczką (Paryż), Ariosto (Londyn), Federigo Gonzaga (Madryt, ok. 1523), Autoportret, Portret Karola V z psem i Portret konny Karola V. Duchowym związkiem między przedstawianymi osobami odznaczają się portrety zbiorowe (Papież Paweł III ze swymi nepotami 1545, Neapol, „Generał del Vasto przemawiający do swych wojsk 1541, Madryt). Działalność Tycjana jest przełomowa również na polu krajobrazu, który użyty w obrazach jako tło, stwarza potęgę ich nastroju, np. w Noli me tangere (1512, Londyn), Święty Hieronim (Luwr). Prócz tego wymienić należy Krajobraz z owcami (ok. 1534, Londyn) i rysunki.
Znaczenie Tycjana dla malarstwa odpowiada znaczeniu Michała Anioła dla rzeźby, jest niedoścignionym wzorem czystego malarstwa dla każdej epoki i każdego stylu, które po nim nastąpiły. Wpływ jego, widoczny nawet u Rubensa, Antoon van Dycka i Velazqueza, trwa nieprzerwanie po dziś dzień.
Tycjan był kolorystą, operował początkowo tonacją ciepłą, z czasem zwrócił się ku chłodnym zestawieniom błękitów i żółcieni. Tematyką płócien Tycjana, jak zresztą również większości ówczesnych malarzy, były sceny religijne i mitologiczne oraz alegorie. Tworzył też portrety, na których przedstawione postacie wyglądają, jakby zanurzone były w półmroku (m.in. portret cesarza Karola V).

### Twórczość

#### Obrazy zapoczątkowane lub stworzone wraz zGiorgionem
- Madonna z Dzieciątkiem – ok. 1508 olej na desce 45,7 × 55,9 cm, Metropolitan Museum of Art Waszyngton
- Śpiąca Wenus – ok. 1508 – 1510, wraz z Giorgione Galeria Obrazów Starych Mistrzów w Dreźnie, Drezno
- Koncert wiejski – 1509, olej na desce 110 × 138 cm, Luwr

#### Obrazy Tycjana[b]

##### Do roku 1516
| Tytuł obrazu                                                       | Rok powstania   | Metoda          | Wielkość       | Miejsce przechowywania                  | Grafika |
| ------------------------------------------------------------------ | --------------- | --------------- | -------------- | --------------------------------------- | ------- |
| Święty Piotr z papieżem Aleksandrem VI i biskupem Jacopem Pesaro   | ok. 1510        | olej na płótnie | 145 × 183 cm   | Antwerpia                               |         |
| Madonna z Dzieciątkiem, świętym Antonim z Padwy i Rochem           | ok. 1510        | olej na płótnie | 92 × 133 cm    | Madryt, Prado                           |         |
| Madonna z Dzieciątkiem *                                           | ok. 1511        | olej na płótnie | 45,7 × 55,9 cm | Nowy Jork, Metropolitan Museum of Art   |         |
| Cudowne uzdrowienie nogi *                                         | ok. 1511        | olej na płótnie | 340 × 207 cm   | Padwa, Scuola del Santo                 |         |
| Portret mężczyzny (Ariosto)                                        | ok. 1510 – 1511 | olej na płótnie | 81,2 × 66,3 cm | National Gallery w Londynie             |         |
| Cud świętego Antoniego                                             | 1511            | fresk           | 320 × 315 cm   | Padwa, Scuola del Santo                 |         |
| Portret kobiety (La Schiavona)                                     | ok. 1511        | olej na płótnie | 118 × 97 cm    | National Gallery w Londynie             |         |
| Św. Marek w otoczeniu św. Kosmy, Damiana, Rocha i Sebastiana       | ok. 1510 – 1511 | olej na drewnie | 230 × 119 cm   | Wenecja, Santa Maria della Salute       |         |
| Noli me tangere                                                    | ok. 1511 – 1512 | olej na płótnie | 107 × 90 cm    | National Gallery w Londynie             |         |
| Koncert                                                            | 1510            | olej na drewnie | 109 × 123 cm   | Florencja, Galleria Palatina            |         |
| Dwaj młodzieńcy w krajobrazie*                                     |                 | rysunek piórem  |                | Wiedeń, Albertina                       |         |
| Zazdrosny mąż*                                                     | 1511            | fresk           | 320 × 315 cm   | Padwa, Scula del Santo                  |         |
| Salome z głową Jana Chrzciciela                                    | 1512 – 1515     | olej na płótnie |                | Rzym, Galleria Doria                    |         |
| Alegoria życia ludzkiego (Trzy okresy życia)                       | 1512            | olej na płótnie | 106 × 182 cm   | Edynburg, National Gallery of Scotland  |         |
| Chrzest Chrystusa                                                  | ok. 1512        | olej na płótnie | 115 × 80 cm    | Rzym Pinacoteca Capitolina              |         |
| Madonna cygańska (Madonna z Dzieciątkiem) –                        | 1512 – 1513     | olej na płótnie | 65,8 × 83,8 cm | Muzeum Historii Sztuki w Wiedniu        |         |
| Madonna z Dzieciątkiem i z Św. Katarzyną, Dominikiem i donatorem * | 1512 – 1516     | olej na płótnie |                | Parma, Fundacja Magnani-Rocca           |         |
| Święta rodzina z donatorem                                         | ok. 1513 – 1514 | olej na płótnie |                | Stara Pinakoteka, Monachium             |         |
| Młoda kobieta podczas toalety                                      | ok. 1514 – 1515 | olej na płótnie | 96 × 76 cm     | Paryż, Luwr                             |         |
| Flora                                                              | ok. 1515        | olej na płótnie | 79 × 63 cm     | Florencja, Galeria Uffizi               |         |
| Święta Rodzina z modlącym się pasterzem                            | ok. 1515        | olej na płótnie | 99 × 137 cm    | National Gallery w Londynie             |         |
| Miłość niebiańska i miłość ziemska                                 | 1515 – 1516     | olej na płótnie |                | Rzym, Galeria Borghese                  |         |
| Portret kobiety                                                    | ok. 1515 – 1516 | olej na drewnie | 64 × 51 cm     | Muzeum Historii Sztuki w Wiedniu        |         |
| Tarkwiusz i Lukrecja                                               | 1515 – 1516     | olej na drewnie | 84 × 68 cm     | Muzeum Historii Sztuki w Wiedniu        |         |
| Ludovico Ariosto                                                   | 1516            | olej na płótnie | 59,5 × 45,5 m  | Indianapolis John Herron Art Institute  |         |
| Grosz czynszowy                                                    | ok. 1516 – 1518 | olej na drewnie | 75 × 56 cm     | Drezno Gemäldegalerie                   |         |
| Vanity *                                                           | 1516            | olej na płótnie | 97 × 81,2 cm   | Monachium, Stara Pinakoteka             |         |
| Madonna z czereśniami                                              | 1516 – 1518     | olej na płótnie | 81 × 99,5 cm   | Muzeum Historii Sztuki w Wiedniu        |         |
| Assunta                                                            | 1516 – 1518     | olej na drewnie | 690 × 360 cm   | Wenecja, Santa Maria Gloriosa dei Frari |         |

##### Od roku 1517 do 1539
| Tytuł obrazu                                        | Rok powstania   | Metoda                                                | Wielkość       | Miejsce przechowywania                  | Grafika |
| --------------------------------------------------- | --------------- | ----------------------------------------------------- | -------------- | --------------------------------------- | ------- |
| Święto Wenery                                       | 1518            | olej na płótnie                                       | 172 × 175 cm   | Prado                                   |         |
| Bachanalie                                          | 1518 – 1519     | olej na płótnie                                       | 175 × 193 cm   | Prado                                   |         |
| Adoracja Dzieciątka ze świętymi                     | ok. 1519        | olej na płótnie                                       | 100 × 137 cm   | Monachium, Stara Pinakoteka             |         |
| Zwiastowanie                                        | ok. 1519 – 1520 | olej na drewnie                                       | 199 × 176 cm   | Treviso, Kaplica Malchiostro            |         |
| Madonna z Dzieciątkiem i świętymi                   | 1520            | olej na drewnie                                       | 313 × 215 cm   | Ankona, Museo Civoco                    |         |
| Madonna z Dzieciątkiem i świętym Janem Chrzcicielem | 1520            | olej na drewnie                                       |                | Fort Worth, Kimbell Art Museum          |         |
| Święty Sebastian *                                  | 1520-1522       | olej na desce                                         | 170 × 65 cm    | San Nazzaro e Celso                     |         |
| Nazariusz i Celsus *                                | 1520-1522       | olej na płycie                                        | 170 × 65 cm    | San Nazzaro e Celso                     |         |
| Bachus i Ariadna                                    | 1520 – 1523     | olej na płótnie                                       | 176,5 × 191 cm | National Gallery w Londynie             |         |
| Federico II Gonzaga                                 | ok. 1523        | olej na drewnie                                       | 125 × 99 cm    | Prado                                   |         |
| Święty Krzysztof                                    | ok. 1523        | fresk                                                 | 300 × 179 cm   | Pałac Dożów                             |         |
| Mężczyzna z rękawiczką                              | 1520            | olej na płótnie                                       |                | Luwr                                    |         |
| Lukrecja                                            | ok. 1523        |                                                       |                | Hampton Court, Royal Collection         |         |
| Portret Vincenzo Mosti                              | ok. 1523 – 1525 | olej na płótnie obraz przeniesiony z drewna na płótno | 85 × 66 cm     | Palazzo Pitti                           |         |
| Madonna rodziny Pesaro                              | 1519 – 1526     | olej na płótnie                                       | 478 × 268 cm   | Wenecja, Santa Maria Gloriosa dei Frari |         |
| Wenus Anadiomene                                    | ok. 1525 (1520) | olej na płótnie                                       | 76 × 57 cm     | National Gallery of Scotland            |         |
| Alfonso I d’Este                                    | ok. 1525 – 1528 | olej na płótnie                                       | 127 × 99 cm    | Metropolitan Museum of Art              |         |
| Złożenie do grobu                                   | 1525,           | olej na płótnie                                       | 148 × 225 cm   | Luwr                                    |         |
| Portret mężczyzny z 1528                            | 1528            | olej na płótnie                                       | 106 × 96,5 cm  | Muzeum Historii Sztuki w Wiedniu        |         |
| Madonna z Dzieciątkiem, św. Katarzyną i św. Janem   | 1530            | olej na płótnie                                       |                | National Gallery w Londynie             |         |
| Madonna z królikiem                                 | 1530            | olej na płótnie                                       | 71 × 87 cm     | Paryż                                   |         |
| Alegoria Alfonsa d'Avalos                           | ok. 1530 – 1532 | olej na płótnie                                       | 345 × 775 cm   | Gallerie dell’Accademia                 |         |
| Krajobraz z trzodą                                  | 1530            | olej na płótnie                                       |                | Pałac Buckingham                        |         |
| Maria Magdalena                                     | 1531 – 1535     | olej na drewnie                                       | 85 × 68 cm     | Palazzo Pitti                           |         |
| Dziewczyna w futrze                                 | 1534            | olej na płótnie                                       | 95 × 63 cm     | Muzeum Historii Sztuki w Wiedniu        |         |
| Izabela d’Este                                      | 1534 – 1536     | olej na płótnie                                       | 102 × 64 cm    | Muzeum Historii Sztuki w Wiedniu        |         |
| Portret Karola V z psem                             | 1533            | olej na płótnie                                       | 192 × 111 cm   | Prado                                   |         |
| Portret kobiety (La Bella)                          | 1536            | olej na płótnie                                       | 89 × 75,5 cm   | Palazzo Pitti                           |         |
| Prezentacja Marii w świątyni                        | 1534 – 1538     | olej na płótnie                                       | 335 × 775 cm   | Gallerie dell’Accademia                 |         |
| Zwiastowanie*                                       | 1535            | olej na płótnie                                       |                | Scuola Grande di San Rocco              |         |
| Francesco Maria della Rovere, książę Urbino         | 1536 – 1538     | olej na płótnie                                       | 345 × 775 cm   | Galeria Uffizi                          |         |
| Mężczyzna z sokołem                                 | ok. 1537        | olej na płótnie                                       | 109 × 94 cm    | Omaha, Joslyn Art Museum                |         |
| Portret Eleonory Gonzaga                            | 1538            | olej na płótnie                                       | 114 × 102,2 cm | Galeria Uffizi                          |         |
| Wenus z Urbino                                      | 1538            | olej na płótnie                                       | 119 × 165 cm   | Galeria Uffizi                          |         |
| Franciszek I                                        | 1538            | olej na płótnie                                       |                | Luwr                                    |         |

##### Od roku 1540 do 1549
| Tytuł obrazu                                                         | Rok powstania   | Metoda          | Wielkość       | Miejsce przechowywania                        | Grafika |
| -------------------------------------------------------------------- | --------------- | --------------- | -------------- | --------------------------------------------- | ------- |
| Wenus z Pardo                                                        | 1540 – 1542     | olej na płótnie | 196 × 386 cm   | Paryż, Luwr                                   |         |
| Mowa Alfonsa d'Avalos                                                | ok. 1540        | olej na płótnie | 223 × 165 cm   | Madryt, Prado                                 |         |
| Kardynał Pietro Bembo *                                              | ok. 1540        | olej na płótnie | 94,5 × 76,5 cm | Samuel H. Kress Collection                    |         |
| Św. Jan Chrzciciel*                                                  | 1540            | olej na płótnie | 201 × 134 cm   | Wenecja, Gallerie dell’Accademia              |         |
| Clarice Strozzi                                                      | 1542            | olej na płótnie | 115 × 98 cm    | Berlin, Gemäldegalerie                        |         |
| Ecce homo                                                            | 1543            | olej na płótnie | 242 × 361 cm   | Muzeum Historii Sztuki w Wiedniu              |         |
| Portret papieża Pawła III z odkrytą głową                            | 1543            | olej na płótnie | 106 × 85 cm    | Neapol, Museo di Capodimonte                  |         |
| Portret młodego Anglika                                              | 1540 – 1545     | olej na płótnie | 111 × 96,8 cm  | Florencja, Galleria Palatina – Pallazzo Pitti |         |
| Portret Ranuccio Farnese *                                           | 1542            | olej na płótnie | 94,5 × 76,5 cm | Samuel H. Kress Collection                    |         |
| Ofiara Izaaka                                                        | 1542 – 1544     | olej na płótnie | 328 × 282 cm   | Wenecja, Santa Maria della Salute             |         |
| Dawid i Goliat                                                       | 1542 – 1544     | olej na płótnie | 300 × 285 cm   | Wenecja, Santa Maria della Salute             |         |
| Cud zesłania Ducha Świętego                                          | 1545            | olej na płótnie | 570 × 260 cm   | Wenecja, Santa Maria della Salute             |         |
| Portret Pietra Aretina                                               | 1545            | olej na płótnie | 96,7 × 76,6 cm | Florencja, Galleria Palatina – Pallazzo Pitti |         |
| Danae                                                                | 1545 – 1546     | olej na płótnie | 118,5 × 170 cm | Neapol, Museo di Capodimonte                  |         |
| Portret doży Andrei Grittiego                                        | 1545            | olej na płótnie | 133 × 103,2 cm | Waszyngton, Kress Collection                  |         |
| Portret papieża Pawła III z wnukami Ottavianem i Alessandrem Farnese | 1545 – 1546     | olej na płótnie | 202 × 176 cm   | Neapol, Museo di Capodimonte                  |         |
| Święty Jan Ewangelista na Patmos *                                   | ok. 1547        | olej na płótnie | 237,6 × 263 cm | Samuel H. Kress Collection                    |         |
| Cierniem koronowanie                                                 | 1546 – 1550     | olej na desce   | 303 × 181 cm   | Paryż, Luwr                                   |         |
| Męczeństwo św. Wawrzyńca                                             | 1548 – 1559     | olej na płótnie | 493 × 277 cm   | Wenecja, Kościół Apostołów                    |         |
| Wenus i organista                                                    | ok. 1548        | olej na płótnie | 136 × 220 cm   | Madryt, Prado,                                |         |
| Portret Izabeli Portugalskiej                                        | 1548 (lub 1545) | olej na płótnie | 117 × 93 cm    | Madryt, Prado                                 |         |
| Karol V w fotelu                                                     | 1548            | olej na płótnie | 80 × 48 cm     | Monachium, Stara Pinakoteka                   |         |
| Karol V po bitwie pod Mühlbergiem                                    | 1548            | olej na płótnie | 332 × 279 cm   | Madryt, Prado                                 |         |
| Organista i Wenus                                                    | 1548 – 1550     | olej na płótnie | 115 × 210 cm   | Berlin, Gemäldegalerie                        |         |

##### Od roku 1550 do 1576
| Tytuł obrazu                              | Rok powstania   | Metoda                        | Wielkość           | Miejsce przechowywania                             | Grafika |
| ----------------------------------------- | --------------- | ----------------------------- | ------------------ | -------------------------------------------------- | ------- |
| Portret szlachcica *                      | ok. 1550        | olej na płótnie               |                    | Kassel, Galeria Malarstwa w Kassel                 |         |
| Adam i Ewa *                              | 1550            | olej na płótnie               | 240 × 186 cm       | Prado                                              |         |
| Elektor Saksonii Jan Fryderyk             | 1550 – 1551,    | olej na płótnie               | 103 × 83 cm        | Muzeum Historii Sztuki w Wiedniu                   |         |
| Gloria (obraz Tycjana)                    | 1553 – 1554,    | olej na płótnie               | 346 × 240 cm       | Madryt, Prado                                      |         |
| Autoportret *                             | 1550            | olej na płótnie               |                    | Gemäldegalerie, Berlin                             |         |
| Wenus i Adonis                            | 1554            | olej na płótnie               |                    | Madryt, Prado                                      |         |
| Danae*                                    | 1554            | olej na płótnie               | 128 × 178 cm       | Madryt, Prado                                      |         |
| Danae*                                    | 1553 – 1554     | olej na płótnie               | 120 × 187 cm       | Petersburg, Ermitaż                                |         |
| Danae*                                    | 1554            | olej na płótnie               | 170 × 186,5 cm     | Muzeum Historii Sztuki w Wiedniu                   |         |
| Matka Bolesna                             | 1554            | olej na płótnie               | 68 × 53 cm         | Madryt, Prado                                      |         |
| Portret doży Francesco Veniera *'         | 1554-1556       | olej na płótnie               | 113 × 99 cm        | Madryt, Muzeum Thyssen-Bornemisza                  |         |
| Doża Antonio Grimani przed alegorią Wiary | ok. 1555,       | olej na płótnie               | 365 × 500 cm,      | Wenecja, Pałac Dożów                               |         |
| Dziewczyna z owocami na tacy              | ok. 1555,       | olej na płótnie               | 102 × 82 cm        | Berlin, Gemäldegalerie                             |         |
| Wenus z lustrem                           | ok. 1555,       | olej na płótnie               | 124 × 104 cm       | Waszyngton, National Gallery of Art                |         |
| Wenus z przepiórką *                      | ok. 1555        | olej na płótnie               |                    | Florencja, Galeria Uffizi                          |         |
| Portret Lawini                            | ok. 1555        | olej na płótnie               | 102 × 86 cm        | Galeria Obrazów Starych Mistrzów w Dreźnie         |         |
| Męczeństwo św. Wawrzyńca                  | ok. 1556 – 1559 | olej na płótnie               | 500 × 280 cm       | Wenecja, Kościół Santa Maria Assunta               |         |
| Diana i Kallisto * –                      | 1556 – 1559     | olej na płótnie               | 187 × 204,5 cm     | Edynburg National Gallery of Scotland              |         |
| Diana i Akteon                            | 1556 – 1559     | olej na płótnie               | 184,50 × 202,20 cm | Edynburg, National Gallery of Scotland             |         |
| Diana i Kallisto * –                      | 1559 – 1560     | olej na płótnie               | 183 × 200 cm       | Muzeum Historii Sztuki w Wiedniu                   |         |
| Perseusz i Andromeda * –                  | 1553 – 1559     | olej na płótnie               | 179 × 197 cm       | Ermitaż                                            |         |
| Ukaranie Akteona (śmierć Akteona) *       | 1559 – 1560,    | olej na płótnie               |                    | Londyn, zbiory w Earl of Harewood                  |         |
| Złożenie do grobu                         | 1559,           | olej na płótnie               |                    | Madryt, Prado                                      |         |
| Filip II                                  | 1560,           | olej na płótnie               | 193 × 111 cm       | Madryt, Prado                                      |         |
| Porwanie Europy * –                       | 1559 – 1562     | olej na płótnie               | 185 × 205 cm       | Boston Isabella Stewart Gardner Museum             |         |
| Zwiastowanie                              | 1560 – 1566     | olej na płótnie               | 405 × 235 cm       | Palazzo Contarini del Bovolo                       |         |
| Madonna z Dzieciątkiem *                  | ok. 1561        | olej na płótnie               |                    | Monachium, Bayerische                              |         |
| Portret mężczyzny z palmą *               | ok. 1561        | olej na płótnie               | 138 × 116          | Drezno, Galeria Obrazów Starych Mistrzów w Dreźnie |         |
| Autoportret –                             | ok. 1562        | olej na płótnie               | 96 × 75 cm         | Berlin, Gemäldegalerie                             |         |
| Męczeństwo św. Wawrzyńca                  | 1564 – 1567     | olej na płótnie               |                    |                                                    |         |
| Święty Wincenty Ferrer                    | 1565            | olej na płótnie               |                    | Rzym, Galeria Borghese                             |         |
| Wenus przewiązuje oczy Amorowi *          | 1565            | olej na płótnie               |                    | Rzym, Galeria Borghese                             |         |
| Święta Małgorzata i smok *                | ok. 1565        | olej na płótnie               |                    | Madryt, Prado                                      |         |
| Magdalena *                               | 1565            | olej na płótnie,              | 119 × 98 cm        | Ermitaż                                            |         |
| Autoportret                               | 1565            | olej na płótnie               | 86 × 65 cm         | Prado Madryt                                       |         |
| Złożenie do grobu                         | 1566            | olej na płótnie               | 130 × 168 cm       | Madryt, Prado                                      |         |
| Sapientia                                 | ok. 1566        | olej na płótnie               | 176 × 189 cm       | Pałac Dożów                                        |         |
| Alegoria roztropności                     | 1566            | olej na płótnie               |                    | National Gallery w Londynie                        |         |
| Zwiastowanie                              | 1568            | olej na płótnie               |                    | Wenecja, Kościół San Salvador                      |         |
| Portret Jacopa Strady                     | 1567 – 1568     | olej na płótnie               | 125 × 95 cm        | Muzeum Historii Sztuki w Wiedniu                   |         |
| Cierniem koronowanie                      | 1570            | olej na płótnie               | 280 × 182 cm       | Monachium, Stara Pinakoteka                        |         |
| Madonna z Dzieciątkiem *                  | po 1570         | olej na płótnie               |                    | National Gallery w Londynie                        |         |
| Grzech pierworodny                        | 1570            | olej na płótnie               | 240 × 186 cm       | Madryt, Prado                                      |         |
| Tarkwiniusz i Lukrecja                    | ok. 1570 – 1571 | olej na płótnie               | 180 × 141 cm       | Cambridge, Fitzwilliam Museum                      |         |
| Pasterz i nimfa                           | 1570            | olej na płótnie               | 149,7 × 187 cm     | Muzeum Historii Sztuki w Wiedniu                   |         |
| Hiszpania śpieszy z pomocą religii *      | 1575            | olej na płótnie               |                    | Madryt, Prado                                      |         |
| Kain i Abel                               | 1570 – 1576     | olej na płótnie               |                    | Wenecja, Santa Maria della Salute                  |         |
| Marsjasz                                  | ok. 1570 – 1576 | olej na płótnie               | 212 × 207 cm       | Pałac Arcybiskupi w Kromieryżu                     |         |
| Święty Sebastian *                        | 1570 – 1572     | olej na płótnie               | 212 × 116 cm       | Ermitaż                                            |         |
| Pietà                                     | 1570 – 1576     | olej na płótnie niedokończony | 378 × 374 cm,      | Wenecja, Gallerie dell’Accademia                   |         |

#### Dzieła zniszczone
- Śmierć Piotra Męczennika – 1530, do XIX wieku w Brunszwik Herzog-Anton-Ulrich-Museum, spłonął podczas pożaru[c]
- Bitwa pod Cadore – 1537, nie zachowany, zniszczony podczas pożaru w 1577 roku

Dzieła oznaczone (*) nie występują w monografii Tiziano Pallucchiniego